# Ivan Fišera
Ivan Fišera (* 10. dubna 1941 Německý Brod) je český sociolog, bývalý československý politik z dob po sametové revoluci, poslanec Sněmovny lidu a Sněmovny národů Federálního shromáždění za Občanské fórum, pak za Klub poslanců sociálně demokratické orientace (vzniklý z levicového křídla Občanského fóra) a později přední politik ČSSD za počátku 90. let 20. století.

## Biografie
V roce 1963 dokončil studium filozofie a historie na Filozofické fakultě Univerzity Karlovy. Pak působil v Sociologickém ústavu ČSAV. V letech 1959-1970 byl členem KSČ. Po sovětské okupaci ztratil své pracovní místo a během normalizace působil v technických ústavech (v letech 1975-1989 vedoucí oddělení Výzkumného ústavu strojírenské technologie a ekonomiky v Praze).
V lednu 1990 nastoupil v rámci procesu kooptací do Federálního shromáždění po sametové revoluci do Sněmovny lidu (volební obvod č. 14 - Praha 4-jih) jako bezpartijní poslanec (respektive za Občanské fórum). Během jara toho roku navrhl zákon, jenž Štědrý den zařazuje mezi státní svátky. Ve svobodných volbách roku 1990 přešel do české části Sněmovny národů, opět za Občanské fórum. V červnu 1990 se podílel na návrhu politického programu OF, v němž se předpokládala decentralizace této formace a zachování charakteru hnutí. V roce 1991 po rozpadu Občanského fóra vedl v parlamentu nově ustavenou levicovou frakci Klub poslanců sociálně demokratické orientace. Ve volbách roku 1992 mandát obhájil, nyní již jako poslanec za ČSSD. Ve federálním parlamentu setrval do zániku Československa v prosinci 1992.
V rámci ČSSD reprezentoval Fišera v roce 1992 centristický proud, oscilující mezi protikomunistickým a spolupráci s pravicí nakloněným rakovnickým proudem (Jiří Paroubek, Pavel Morávek) a radikálněji levicovým křídlem nevylučujícím spolupráci s komunisty (Vladimír Špidla, později Miloš Zeman). Na podzim 1992 se profiloval jako odpůrce rozdělení Československa. V listopadu 1992 jménem opozičních českých a slovenských poslaneckých klubů Federálního shromáždění (ČSSD, KDH, slovenská sociální demokracie) předložil neúspěšně pozměňovací návrh na vypsání referenda.
V roce 1998 přes odpor jejího tehdejšího předsedy Miloše Zemana prosadil do volebního programu ČSSD vstup do NATO, což se také po jejím volebním vítězství v roce 1999 stalo.
Od roku 1993 působil jako poradce Českomoravské konfederace odborových svazů. K roku 2004 se zmiňuje coby poradce premiéra Stanislava Grosse.